# Felix Lee
Pour les articles homonymes, voir Félix.
Lee Felix Yongbok, né le 15 septembre 2000 à Sydney (Australie) et connu sous le nom de scène Felix (필릭스), est un rappeur, chanteur et auteur-compositeur australien travaillant en Corée du Sud. Il est membre du boys band sud-coréen Stray Kids.
Le 25 mars 2018, il fait ses débuts en tant que membre de Stray Kids avec l'agence sud-coréenne JYP Entertainment. Il fait également partie d'un sous-groupe de danse avec Lee Know et Hyunjin de Stray Kids, intitulé DanceRacha. En tant qu'auteur-compositeur, il a 22 chansons enregistrées sous son nom par la Korea Music Copyright Association (KOMCA).

## Biographie

### Jeunesse
Lee Yongbok nait le 15 septembre 2000 à Seven Hills, dans la banlieue de Sydney (Australie), de parents coréens. Il a une sœur aînée nommée Rachel, née en 1998, et une sœur cadette nommée Olivia, née en 2004. Il a étudié au St Patrick's Marist College, un lycée privé de Sydney, avant de déménager en Corée du Sud à l'âge de 16 ans. Felix a pratiqué le taekwondo pendant douze ans et a remporté 63 médailles.

### Pré-débuts (2015-2017)
En 2015, Felix est contacté sur Facebook par une employée du label JYP qui lui propose de participer à une audition pour devenir stagiaire de l'agence. Après une audition réussie, il est prévu qu'il rejoigne la JYP en même temps que Hyunjin, futur membre de Stray Kids, mais retarde son départ d'Australie afin de terminer ses études.
Finalement, en février 2017, Felix devient stagiaire de la JYP et commence à étudier la langue coréenne. Durant cette même année, il participe au tournage de l'émission de télé-réalité Stray Kids sur Mnet, dans laquelle un nouveau groupe musical doit être formé. Dans le huitième épisode, Felix est éliminé en raison de défauts de performances sur scène et d'un manque de connaissance de la langue coréenne. Cependant, grâce au producteur Park Jin-young, lui et un autre participant éliminé, Lee Know, ont tout de même l'occasion de jouer à nouveau dans le dernier épisode de la série. C'est dans la quatrième mission qu'il reçoit une deuxième chance, lui permettant de faire ses débuts dans le groupe final composé de huit membres, Stray Kids.

### Débuts avec Stray Kids (depuis 2018)
Le 25 mars 2018, Felix fait officiellement ses débuts avec Stray Kids lors du concert Unveil: Op. 01: I Am Not ainsi qu'avec un premier EP dès le lendemain, intitulé I Am Not . Cette sortie est un énorme succès, propulsant le groupe sur la scène musicale internationale. Depuis ses débuts en 2018, Felix a contribué à l'écriture de plusieurs des chansons de Stray Kids.
Du 23 au 24 juin, Felix et Bang Chan, leader du groupe, se sont produits en tant qu'animateurs à la KCON 2018 NY.
Le 26 août, Felix fait ses débuts dans le sous-groupe de danse DanceRacha avec les membres de Stray Kids, Lee Know et Hyunjin.
À partir de juillet 2019, il devient présentateur de l'émission Pops in Seoul sur Arirang TV. Dans cette émission, il obtient sa propre séquence intitulée Felix's Dance How To!, dans laquelle il enseigne des mouvements de danse à partir de chorégraphies k-pop populaires. En janvier 2020, il quitte l'émission en raison d'un conflit d'agenda
Le 22 août 2023, la maison de couture Louis Vuitton annonce qu'il rejoint le rang des ambassadeurs officiels de la marque. L’annonce est faite à l’aide de clichés issus d’un photoshoot pour le magazine ELLE. Le 5 mars 2024, il fait ses débuts de mannequin pour la marque pendant la Fashion Week de Paris.

## Discographie

### Chansons
- 2020 : Wow : chanson avec Lee Know et Hyunjin
- 2021 : Surfin' : chanson avec Lee Know et Changbin
- 2022 : Muddy Water : chanson avec Changbin, Hyunjin et Han
- 2022 : No Problem : collaboration avec Nayeon (Twice)
- 2022 : TASTE : chanson avec Lee Know et Hyunjin
- 2022 : Deep End
- 2022 : Because : chanson avec Changbin
- 2022 : Up All Night : chanson avec Bang Chan, Changbin et Seungmin
- 2024 : Unfair : chanson solo
- 2025 : ReawakeR : collaboration avec LiSA
- 2025 : Truman : chanson avec Han

## Émissions de télévision
| Année(s)  | Date(s)                   | Titre                  | Chaîne     |
| --------- | ------------------------- | ---------------------- | ---------- |
| 2017      | 17 octobre-19 décembre    | Stray Kids             | Mnet       |
| 2019-2020 | juillet 2019-janvier 2020 | Pops in Seoul          | Arirang TV |
| 2021      | 1er avril-3 juin          | Kingdom: Legendary War | Mnet       |

## Événements
| Année(s) | Date(s)    | Titre        | Note(s)                     |
| -------- | ---------- | ------------ | --------------------------- |
| 2018     | 23 juin    | KCON 2018 NY | Co-animateur avec Bang Chan |
| 2018     | 25 octobre | M Countdown  | Co-animateur avec Seungmin  |
| 2019     | 28 mars    | M Countdown  | Co-animateur avec Seungmin  |